# 15381 Спадоліні
15381 Спадоліні (15381 Spadolini) — астероїд головного поясу, відкритий 1 вересня 1997 року.
Тіссеранів параметр щодо Юпітера — 3,587.